# Szyfr bifid
Szyfr bifid, szyfr dwudzielny – szyfr został zaprezentowany w 1895 roku przez francuskiego kryptologa Felixa Delastelle we francuskim „Przeglądzie inżynierii lądowej” („Revue du Génie civil”) pod nazwą Nowoczesna Kryptografia (Cryptographie Nouvelle). Jest połączeniem szyfru podstawieniowego z szyfrem przestawieniowym. 

## Algorytm
Podstawowym elementem szyfru bifid jest klasyczna szachownica Polibiusza. O ile jednak szyfrowanie przy jej pomocy polega na prostym zastąpieniu liter dwucyfrowymi liczbami – współrzędnymi komórek tabeli, w których się te litery znajdują, to bifid dodaje do tego następny etap – przestawienie. 
|   | 1 | 2 | 3 | 4   | 5 |
| 1 | A | B | C | D   | E |
| 2 | F | G | H | I/J | K |
| 3 | L | M | N | O   | P |
| 4 | Q | R | S | T   | U |
| 5 | V | W | X | Y   | Z |

Przykładem jest słowo WIKIPEDIA. Zaszyfrowane tylko szachownicą będzie ciągiem cyfr:

52 24 25 24 35 15 14 24 11
W pierwszym etapie szyfrowania szyfrem bifid współrzędne liter tekstu jawnego zapisywane są nie w wierszu, ale w kolumnach:

| W | I | K | I | P | E | D | I | A |
| - | - | - | - | - | - | - | - | - |
| 5 | 2 | 2 | 2 | 3 | 1 | 1 | 2 | 1 |
| 2 | 4 | 5 | 4 | 5 | 5 | 4 | 4 | 1 |

Następnie cyfry szyfru przepisuje się z tabeli poziomo w jeden wiersz, dzieli na dwucyfrowe grupy i przy pomocy tej samej szachownicy zamienia ponownie w litery otrzymując tekst zaszyfrowany:
| 52 | 22 | 31 | 12 | 12 | 45 | 45 | 54 | 41 |
| W  | G  | L  | B  | B  | U  | U  | Y  | Q  |

Drugi etap szyfrowania usuwa związki między parami cyfr i zaszyfrowanymi literami, co bardzo utrudnia kryptoanalizę. Delastelle udoskonalił ten szyfr w postaci bardziej skomplikowanego szyfru trifid.